# Прерібург (Айова)
Прерібург (англ. Prairieburg) — місто (англ. city) в США, в окрузі Лінн штату Айова. Населення — 160 осіб (2020).

## Географія
Прерібург розташований за координатами 42°14′16″ пн. ш. 91°25′33″ зх. д. / 42.23778° пн. ш. 91.42583° зх. д. (42.237735, -91.425836).  За даними Бюро перепису населення США в 2010 році місто мало площу 1,19 км², уся площа — суходіл.

## Демографія
Згідно з переписом 2010 року, у місті мешкало 178 осіб у 75 домогосподарствах у складі 53 родин. Густота населення становила 149 осіб/км².  Було 78 помешкань (65/км²).
Расовий склад населення:
| - 100,0 % — білих |

До двох чи більше рас належало 0,0 %. Частка іспаномовних становила 1,7 % від усіх жителів.
За віковим діапазоном населення розподілялося таким чином: 22,5 % — особи молодші 18 років, 57,8 % — особи у віці 18—64 років, 19,7 % — особи у віці 65 років та старші. Медіана віку мешканця становила 47,1 року. На 100 осіб жіночої статі у місті припадало 93,5 чоловіків;  на 100 жінок у віці від 18 років та старших — 97,1 чоловіків також старших 18 років.
Середній дохід на одне домашнє господарство  становив 53 870 доларів США (медіана — 44 063), а середній дохід на одну сім'ю — 61 934 долари (медіана — 47 813). За межею бідності перебувало 5,1 % осіб, у тому числі 0,0 % дітей у віці до 18 років та 12,5 % осіб у віці 65 років та старших.
Цивільне працевлаштоване населення становило 74 особи. Основні галузі зайнятості: виробництво — 28,4 %, будівництво — 21,6 %, освіта, охорона здоров'я та соціальна допомога — 17,6 %, роздрібна торгівля — 14,9 %.